# باستین برنارد
باستین برنارد (انگلیسی: Bastien Bernard؛ زادهٔ ۶ نوامبر ۱۹۷۶) بازیکن فوتبال اهل فرانسه است.